# ترکیب تیم‌های جام ملت‌های اروپا ۱۹۷۲
جام ملت‌های اروپا ۱۹۷۲ (به انگلیسی: UEFA Euro 1972) چهارمین دوره مسابقات جام ملت‌های اروپا است که در کشور بلژیک از ۱۴ تا ۱۸ ژوئن ۱۹۷۲ برگزار شده است. هر تیم شامل ۲۱ بازیکن می باشد.

## بلژیک
سرمربی: ریموند گوتالس
| شماره | جایگاه    | بازیکن                        | تاریخ تولد/سن            | بازی‌های ملی | باشگاه                      |
| ----- | --------- | ----------------------------- | ------------------------ | ----------- | --------------------------- |
| 1     | دروازه‌بان | کریستیان پیوت                 | ۶ اکتبر ۱۹۴۷ (۲۴ سال)    | 23          | باشگاه فوتبال استاندارد لیژ |
| 2     | مدافع     | گئورگس هیلینس                 | ۸ اوت ۱۹۴۱ (۳۰ سال)      | 60          | باشگاه فوتبال اندرلشت       |
| 3     | مدافع     | Léon Dolmans                  | ۶ آوریل ۱۹۴۵ (۲۷ سال)    | 5           | باشگاه فوتبال استاندارد لیژ |
| 4     | مدافع     | ژان تیسن                      | ۲۱ آوریل ۱۹۴۶ (۲۶ سال)   | 23          | باشگاه فوتبال استاندارد لیژ |
| 5     | هافبک     | اروین فاندلداین               | ۵ مارس ۱۹۴۵ (۲۷ سال)     | 11          | باشگاه فوتبال کلوب بروژ     |
| 6     | مهاجم     | ژان دوک                       | ۲۴ مه ۱۹۴۱ (۳۱ سال)      | 20          | باشگاه فوتبال اندرلشت       |
| 7     | هافبک     | لئون سملینگ                   | ۴ ژانویه ۱۹۴۰ (۳۲ سال)   | 28          | باشگاه فوتبال استاندارد لیژ |
| 8     | مدافع     | موریس مارتنس                  | ۵ ژوئن ۱۹۴۷ (۲۵ سال)     | 4           | Molenbeek                   |
| 9     | مهاجم     | رائول لامبر                   | ۲۰ اکتبر ۱۹۴۴ (۲۷ سال)   | 13          | باشگاه فوتبال کلوب بروژ     |
| 10    | مهاجم     | پل فن هیمست(کاپیتان (فوتبال)) | ۲ اکتبر ۱۹۴۳ (۲۸ سال)    | 65          | باشگاه فوتبال اندرلشت       |
| 11    | هافبک     | ژان فرهین                     | ۹ ژوئیه ۱۹۴۴ (۲۷ سال)    | 15          | باشگاه فوتبال اندرلشت       |
| 12    | دروازه‌بان | Luc Sanders                   | ۶ اکتبر ۱۹۴۵ (۲۶ سال)    | 0           | باشگاه فوتبال کلوب بروژ     |
| 13    | مدافع     | Gilbert van Binst             | ۵ ژوئیه ۱۹۵۱ (۲۰ سال)    | 0           | باشگاه فوتبال اندرلشت       |
| 14    | مهاجم     | Odilon Polleunis              | ۱ مه ۱۹۴۳ (۲۹ سال)       | 15          | باشگاه فوتبال سنت ترویدنس   |
| 15    | مهاجم     | Jacques Teugels               | ۳ اوت ۱۹۴۶ (۲۵ سال)      | 7           | Molenbeek                   |
| 16    | هافبک     | John Thio                     | ۲ سپتامبر ۱۹۴۴ (۲۷ سال)  | 17          | باشگاه فوتبال کلوب بروژ     |
| 21    | مهاجم     | Frans Janssens                | ۲۵ سپتامبر ۱۹۴۵ (۲۶ سال) | 6           | باشگاه فوتبال لیرسه         |

## مجارستان
سرمربی: رودولف ایلوفسکی
| شماره | جایگاه    | بازیکن                               | تاریخ تولد/سن            | بازی‌های ملی | باشگاه                      |
| ----- | --------- | ------------------------------------ | ------------------------ | ----------- | --------------------------- |
| 1     | دروازه‌بان | ایشتوان گیتسی                        | ۱۳ ژوئن ۱۹۴۴ (۲۸ سال)    | 13          | باشگاه فوتبال فرنتس‌واروش    |
| 2     | مدافع     | Tibor Fábián                         | ۲۶ ژوئیه ۱۹۴۶ (۲۵ سال)   | 9           | باشگاه ورزشی واشاش          |
| 3     | مدافع     | میکلوش پانچیچ                        | ۴ فوریه ۱۹۴۴ (۲۸ سال)    | 28          | باشگاه فوتبال فرنتس‌واروش    |
| 4     | مدافع     | پیتر یوهاش                           | ۳ اوت ۱۹۴۸ (۲۳ سال)      | 15          | باشگاه فوتبال اویپشت        |
| 5     | مهاجم     | لایوش سوچ (بازیکن فوتبال، زاده ۱۹۴۳) | ۱۰ دسامبر ۱۹۴۳ (۲۸ سال)  | 28          | باشگاه فوتبال بوداپست هونود |
| 6     | مدافع     | لاسلو بلینت                          | ۱ فوریه ۱۹۴۸ (۲۴ سال)    | 6           | باشگاه فوتبال فرنتس‌واروش    |
| 7     | هافبک     | István Szőke                         | ۱۳ فوریه ۱۹۴۷ (۲۵ سال)   | 8           | باشگاه فوتبال فرنتس‌واروش    |
| 8     | هافبک     | لایوش کوچیش                          | ۱۷ ژوئن ۱۹۴۷ (۲۴ سال)    | 17          | باشگاه فوتبال بوداپست هونود |
| 9     | مهاجم     | فرنک بنه(کاپیتان (فوتبال))           | ۱۷ دسامبر ۱۹۴۴ (۲۷ سال)  | 60          | باشگاه فوتبال اویپشت        |
| 10    | هافبک     | لایوش کو                             | ۵ ژوئیه ۱۹۴۸ (۲۳ سال)    | 3           | باشگاه فوتبال فرنتس‌واروش    |
| 11    | مهاجم     | Sándor Zámbó                         | ۱۰ اکتبر ۱۹۴۴ (۲۷ سال)   | 24          | باشگاه فوتبال اویپشت        |
| 12    | هافبک     | ایشتوان یوهاس                        | ۱۷ ژوئیه ۱۹۴۵ (۲۶ سال)   | 13          | باشگاه فوتبال فرنتس‌واروش    |
| 15    | مهاجم     | آنتال دونایی                         | ۲۱ مارس ۱۹۴۳ (۲۹ سال)    | 22          | باشگاه فوتبال اویپشت        |
| 16    | هافبک     | یوژف کوواچ (بازیکن فوتبال)           | ۳ آوریل ۱۹۴۹ (۲۳ سال)    | 3           | باشگاه فوتبال ویدتون        |
| 20    | هافبک     | میهای کوزما                          | ۱ نوامبر ۱۹۴۹ (۲۲ سال)   | 5           | باشگاه فوتبال بوداپست هونود |
| 22    | دروازه‌بان | ایمره راپ                            | ۱۵ سپتامبر ۱۹۳۷ (۳۴ سال) | 0           | Pécsi MSC                   |
| 24    | هافبک     | فلوریان آلبرت                        | ۱۵ سپتامبر ۱۹۴۱ (۳۰ سال) | 72          | باشگاه فوتبال فرنتس‌واروش    |

## شوروی
سرمربی: الکساندر پونومارف
| شماره | جایگاه    | بازیکن                              | تاریخ تولد/سن            | بازی‌های ملی | باشگاه                      |
| ----- | --------- | ----------------------------------- | ------------------------ | ----------- | --------------------------- |
| 1     | دروازه‌بان | یوگنی روداکوف                       | ۲ ژانویه ۱۹۴۲ (۳۰ سال)   | 23          | باشگاه فوتبال دینامو کی‌یف   |
| 2     | مدافع     | رواز زودزواشویلی                    | ۱۰ آوریل ۱۹۴۵ (۲۷ سال)   | 28          | باشگاه فوتبال دینامو تفلیس  |
| 3     | هافبک     | مورتاز خورتسیلاوا(کاپیتان (فوتبال)) | ۵ ژانویه ۱۹۴۳ (۲۹ سال)   | 52          | باشگاه فوتبال دینامو تفلیس  |
| 4     | مدافع     | Nikolay Abramov                     | ۵ ژانویه ۱۹۵۰ (۲۲ سال)   | 2           | باشگاه فوتبال اسپارتاک مسکو |
| 5     | مدافع     | Viktor Matvienko                    | ۹ نوامبر ۱۹۴۸ (۲۳ سال)   | 6           | باشگاه فوتبال دینامو کی‌یف   |
| 6     | هافبک     | ویکتور کولوتوف                      | ۳ ژوئیه ۱۹۴۹ (۲۲ سال)    | 14          | باشگاه فوتبال دینامو کی‌یف   |
| 7     | مدافع     | ولدیمیر تروشکین                     | ۲۸ سپتامبر ۱۹۴۷ (۲۴ سال) | 5           | باشگاه فوتبال دینامو کی‌یف   |
| 8     | هافبک     | Anatoly Baidachny                   | ۱ اکتبر ۱۹۵۲ (۱۹ سال)    | 3           | باشگاه فوتبال دینامو مسکو   |
| 9     | مهاجم     | آناتولی بانیشفسکی                   | ۲۳ دسامبر ۱۹۴۶ (۲۵ سال)  | 48          | باشگاه فوتبال نفتچی باکو    |
| 10    | هافبک     | Vladimir Muntyan                    | ۱۴ سپتامبر ۱۹۴۶ (۲۵ سال) | 29          | باشگاه فوتبال دینامو کی‌یف   |
| 11    | هافبک     | Oleg Dolmatov                       | ۲۹ نوامبر ۱۹۴۸ (۲۳ سال)  | 6           | باشگاه فوتبال دینامو مسکو   |
| 12    | مدافع     | وولودیمیر کاپلیچنی                  | ۲۶ مه ۱۹۴۴ (۲۸ سال)      | 38          | باشگاه فوتبال زسکا مسکو     |
| 13    | مدافع     | یوری ایستومین                       | ۳ ژوئیه ۱۹۴۴ (۲۷ سال)    | 26          | باشگاه فوتبال زسکا مسکو     |
| 14    | هافبک     | Anatoly Konkov                      | ۱۹ سپتامبر ۱۹۴۹ (۲۲ سال) | 8           | باشگاه فوتبال شاختار دونتسک |
| 15    | مهاجم     | Eduard Kozinkevich                  | ۲۳ مه ۱۹۴۹ (۲۳ سال)      | 5           | باشگاه فوتبال کارپاتی لووف  |
| 16    | مهاجم     | Givi Nodia                          | ۲ ژانویه ۱۹۴۸ (۲۴ سال)   | 18          | باشگاه فوتبال دینامو تفلیس  |
| 18    | مهاجم     | وولودیمیر اونیشچنکو                 | ۲۸ اکتبر ۱۹۴۹ (۲۲ سال)   | 1           | باشگاه فوتبال زوریا لوهانسک |
| 19    | دروازه‌بان | ولادیمیر پیلگوی                     | ۲۶ ژانویه ۱۹۴۸ (۲۴ سال)  | 1           | باشگاه فوتبال دینامو مسکو   |

## آلمان غربی
سرمربی: هلموت شون
| شماره | جایگاه    | بازیکن                            | تاریخ تولد/سن            | بازی‌های ملی | باشگاه                            |
| ----- | --------- | --------------------------------- | ------------------------ | ----------- | --------------------------------- |
| 1     | دروازه‌بان | سپ مایر                           | ۲۸ فوریه ۱۹۴۴ (۲۸ سال)   | 40          | باشگاه فوتبال بایرن مونیخ         |
| 2     | مدافع     | هورشت-دیتر هوتگس                  | ۱۰ سپتامبر ۱۹۴۳ (۲۸ سال) | 53          | باشگاه ورزشی وردر برمن            |
| 3     | مدافع     | پائول برایتنر                     | ۵ سپتامبر ۱۹۵۱ (۲۰ سال)  | 7           | باشگاه فوتبال بایرن مونیخ         |
| 4     | مدافع     | هانس گئورگ شوارتزنبک              | ۳ آوریل ۱۹۴۸ (۲۴ سال)    | 12          | باشگاه فوتبال بایرن مونیخ         |
| 5     | مدافع     | فرانتس بکن‌باوئر(کاپیتان (فوتبال)) | ۱۱ سپتامبر ۱۹۴۵ (۲۶ سال) | 61          | باشگاه فوتبال بایرن مونیخ         |
| 6     | هافبک     | هربرت ویمر                        | ۹ نوامبر ۱۹۴۴ (۲۷ سال)   | 16          | باشگاه فوتبال بروسیا مونشن‌گلادباخ |
| 7     | مهاجم     | یورگن گرابوفسکی                   | ۷ ژوئیه ۱۹۴۴ (۲۷ سال)    | 26          | باشگاه فوتبال آینتراخت فرانکفورت  |
| 8     | مهاجم     | اولی هونس                         | ۵ ژانویه ۱۹۵۲ (۲۰ سال)   | 10          | باشگاه فوتبال بایرن مونیخ         |
| 9     | مهاجم     | یوپ هاینکس                        | ۹ مه ۱۹۴۵ (۲۷ سال)       | 17          | باشگاه فوتبال بروسیا مونشن‌گلادباخ |
| 10    | هافبک     | گونتر نتسر                        | ۱۴ سپتامبر ۱۹۴۴ (۲۷ سال) | 29          | باشگاه فوتبال بروسیا مونشن‌گلادباخ |
| 11    | مهاجم     | اروین کرمرس                       | ۲۳ مارس ۱۹۴۹ (۲۳ سال)    | 2           | باشگاه فوتبال شالکه ۰۴            |
| 13    | مهاجم     | گرد مولر                          | ۳ نوامبر ۱۹۴۵ (۲۶ سال)   | 40          | باشگاه فوتبال بایرن مونیخ         |
| 14    | مدافع     | برتی فوگتس                        | ۳۰ دسامبر ۱۹۴۶ (۲۵ سال)  | 42          | باشگاه فوتبال بروسیا مونشن‌گلادباخ |
| 15    | هافبک     | راینر بونهوف                      | ۲۹ مارس ۱۹۵۲ (۲۰ سال)    | 1           | باشگاه فوتبال بروسیا مونشن‌گلادباخ |
| 16    | مدافع     | میشائل بلا                        | ۲۹ سپتامبر ۱۹۴۵ (۲۶ سال) | 4           | باشگاه فوتبال دویسبورگ            |
| 17    | مهاجم     | هانس لور                          | ۵ ژوئیه ۱۹۴۲ (۲۹ سال)    | 20          | باشگاه فوتبال کلن                 |
| 18    | هافبک     | هورشت کوپل                        | ۱۷ مه ۱۹۴۸ (۲۴ سال)      | 9           | باشگاه فوتبال بروسیا مونشن‌گلادباخ |
| 22    | دروازه‌بان | ولفگانگ کلف                       | ۱۶ نوامبر ۱۹۴۶ (۲۵ سال)  | 2           | باشگاه فوتبال بروسیا مونشن‌گلادباخ |

- RSSSF
- weltfussball.de